# شارلین پیکون
شارلین پیکون (فرانسوی: Charline Picon‎؛ زادهٔ ۲۳ دسامبر ۱۹۸۴) قایقران قایق بادبانی اهل فرانسه است.
وی همچنین برندهٔ جوایزی همچون لژیون دونور (شوالیه) شده‌است.